# Carlo Urbani
Carlo Urbani (19. října 1956 – 29. března 2003) byl italský lékař a mikrobiolog. Byl prvním, kdo identifikoval onemocnění SARS (těžký akutní respirační syndrom) jako možné nové a nebezpečné virové onemocnění. Jeho včasné varování Světové zdravotnické organizaci (WHO) vyvolalo rychlou a celosvětovou reakci, což zachránilo mnoho životů. Krátce nato se sám nakazil a zemřel.

## Osobní život
Urbani si v roce 1983 vzal Giulianu Chiorriniovou a v roce 1987 se narodilo jejich první dítě Tommaso. Měl dvě další děti.